# Melittia pulchripes
Melittia pulchripes är en fjärilsart som beskrevs av Francis Walker 1856.
Melittia pulchripes ingår i släktet Melittia och familjen glasvingar. Inga underarter finns listade i Catalogue of Life.